# Hark Bohm
Hark Bohm (Amburgo, 18 maggio 1939) è un regista, attore, sceneggiatore e produttore cinematografico tedesco.

## Biografia
Fratello dell'attore Marquard Bohm, ha studiato legge alle università di Amburgo, Berlino e Losanna. Ha iniziato la carriera da attore alla fine degli anni '60, specializzandosi in caratterizzazioni di tipi piccolo-borghesi, solitari o timidi e lavorando in numerosi film del nuovo cinema tedesco.
Dopo aver scritto e diretto alcuni cortometraggi, fa il suo esordio registico nel lungometraggio nel 1972 con il western Tschetan, der Indianerjunge. Si specializza come regista di film d'intrattenimento, spesso destinati al pubblico di ragazzi e famiglie, tuttavia non privi di seri spunti di critica sociale, esortazioni ecologiche e riflessioni sferzanti sul sistema giudiziario. Anche produttore, nel 1970 è stato tra i membri fondatori della casa di produzione Filmverlag der Autoren e nel 1974 ha fondato la Hamburger Kino Kompanie.

## Filmografia parziale

### Attore
- Il soldato americano, regia di Rainer Werner Fassbinder (1970)
- Rote Sonne, regia di Rudolf Thome (1970)
- Der große Verhau, regia di Alexander Kluge (1971)
- Il mercante delle quattro stagioni, regia di Rainer Werner Fassbinder (1972)
- Willi Tobler und der Untergang der 6. Flotte, regia di Alexander Kluge (1972)
- La paura mangia l'anima, regia di Rainer Werner Fassbinder (1974)
- Effi Briest, regia di Rainer Werner Fassbinder (1974)
- Il diritto del più forte, regia di Rainer Werner Fassbinder (1974)
- Angst vor der Angst, regia di Rainer Werner Fassbinder (1975)
- Bomber & Paganini, regia di Nicos Perakis (1976)
- Ferdinando il duro, regia di Alexander Kluge (1976)
- Adolf und Marlene, regia di Ulli Lommel (1977)
- Despair, regia di Rainer Werner Fassbinder (1978)
- Il matrimonio di Maria Braun, regia di Rainer Werner Fassbinder (1979)
- La terza generazione, regia di Rainer Werner Fassbinder (1979)
- Endstation Freiheit, regia di Reinhard Hauff (1980)
- Lili Marleen, regia di Rainer Werner Fassbinder (1981)
- Lola, regia di Rainer Werner Fassbinder (1981)
- Der Beginn aller Schrecken ist Liebe, regia di Helke Sander (1984)
- Il potere del male, regia di Krzysztof Zanussi (1985)
- Das Go! Projekt, regia di Oliver Hirschbiegel (1986)
- Linie 1, regia di Reinhard Hauff (1988)
- Treffen in Travers, regia di Michael Gwisdek (1988)
- La tela del ragno, regia di Bernhard Wicki (1989)
- Ruby Cairo, regia di Graeme Clifford (1992)
- Schtonk, regia di Helmut Dietl (1992)
- La promessa, regia di Margarethe von Trotta (1994)
- Underground, regia di Emir Kusturica (1995)
- Conversation with the Beast, regia di Armin Mueller-Stahl (1996)
- Knockin' on Heaven's Door, regia di Thomas Jahn (1997)
- Invincibile, regia di Werner Herzog (2001)
- Fálkar, regia di Friðrik Þór Friðriksson (2002)
- True North, regia di Steve Hudson (2006)
- Wer wenn nicht wir, regia di Andres Veiel (2011)
- Il mostro di St. Pauli, regia di Fatih Akın (2019)
- Amrum, regia di Fatih Akın (2025)

### Sceneggiatore
- Wie starb Roland S.?, regia di Hark Bohm – cortometraggio (1971)
- Einer wird verletzt, träumt, stirbt und wird vergessen, regia di Hark Bohm – cortometraggio (1971)
- Tschetan, der Indianerjunge, regia di Hark Bohm (1973)
- Ich kann auch 'ne Arche bauen, regia di Hark Bohm – film TV (1974)
- Wir pfeifen auf den Gurkenkönig, regia di Hark Bohm – film TV (1976)
- Nordsee ist Mordsee, regia di Hark Bohm (1976)
- Moritz, lieber Moritz, regia di Hark Bohm (1978)
- Im Herzen des Hurrican, regia di Hark Bohm (1980)
- Der Fall Bachmeier - Keine Zeit für Tränen, regia di Hark Bohm (1984)
- Wie ein freier Vogel, regia di Hark Bohm - documentario (1985)
- Der kleine Staatsanwalt, regia di Hark Bohm (1987)
- Yasemin, regia di Hark Bohm (1988)
- Oltre il confine la libertà (Herzlich willkommen), regia di Hark Bohm (1990)
- Sarai la mia bambina (Für immer und immer), regia di Hark Bohm (1997)
- Vera Brühne, regia di Hark Bohm – film TV (2001)
- Atlantic Affairs, regia di Hark Bohm – film TV (2002)
- Hitler's First War – miniserie TV documentaristica (2013)
- Tschick, regia di Fatih Akın (2016)
- Oltre la notte (Aus dem Nichts), regia di Fatih Akın (2017)
- Amrum, regia di Fatih Akın (2025)

### Regista
- Wie starb Roland S.? – cortometraggio (1971)
- Einer wird verletzt, träumt, stirbt und wird vergessen – cortometraggio (1971)
- Tschetan, der Indianerjunge (1973)
- Ich kann auch 'ne Arche bauen – film TV (1974)
- Wir pfeifen auf den Gurkenkönig – film TV (1976)
- Nordsee ist Mordsee (1976)
- Moritz, lieber Moritz (1978)
- Wölfe – film TV documentario (1978)
- Im Herzen des Hurrican (1980)
- Beobachtung an Wölfen – cortometraggio (1980)
- Der Fall Bachmeier - Keine Zeit für Tränen (1984)
- Wie ein freier Vogel - documentario (1985)
- Der kleine Staatsanwalt (1987)
- Yasemin (1988)
- Oltre il confine la libertà (Herzlich willkommen) (1990)
- Sarai la mia bambina (Für immer und immer) (1997)
- Vera Brühne – film TV (2001)
- Atlantic Affairs – film TV (2002)

### Produttore
- Einer wird verletzt, träumt, stirbt und wird vergessen, regia di Hark Bohm – cortometraggio (1971)
- Tschetan, der Indianerjunge, regia di Hark Bohm (1973)
- Ich kann auch 'ne Arche bauen, regia di Hark Bohm – film TV (1974)
- Nordsee ist Mordsee, regia di Hark Bohm (1976)
- Moritz, lieber Moritz, regia di Hark Bohm (1978)
- Im Herzen des Hurrican, regia di Hark Bohm (1980)
- Beobachtung an Wölfen, regia di Hark Bohm – cortometraggio (1980)
- Der Fall Bachmeier - Keine Zeit für Tränen, regia di Hark Bohm (1984)
- Wie ein freier Vogel, regia di Hark Bohm - documentario (1985)
- Der kleine Staatsanwalt, regia di Hark Bohm (1987)
- Yasemin, regia di Hark Bohm (1988)
- Oltre il confine la libertà (Herzlich willkommen), regia di Hark Bohm (1990)